# Strangeitude
Strangeitude is het negende muziekalbum van Ozric Tentacles. De band is dan flink uitgedund tot zes man. Het album is opgenomen in de Temple Studio te Sutton en de Londense Rushmere Studio. Het is het eerste album van in totaal 3 (gegevens 2011) dat de Britse albumlijst wist te halen, Jurassic shift en Arboresence zijn de anderen.
White rhino tea is een heropname van een nummer dat eerder op Sliding gliding worlds verscheen. Sploosh! en Live Throbbe werden nog op een 12"—single uitgegeven, maar leek alleen bestemd voor de doorgewinterde fans.

## Musici
- Ed Wynne – gitaar, toetsinstrumenten
- Roly Wynne – basgitaar
- Joie Hinton – toetsinstrumenten
- Paul Hankin – percussie op Sploosh en Live Throbbe
- Merv Pepler – slagwerk
- John Egan – dwarsfluit

## Muziek
| Nr. | Titel                                     | Duur |
| --- | ----------------------------------------- | ---- |
| 1.  | Wgite rhine tea (Ozric Tentacles)         | 5:55 |
| 2.  | Sploosh! (Ed Wynne)                       | 6:24 |
| 3.  | Saucers (Ed Wynne)                        | 7:37 |
| 4.  | Strangeitude (Ozric Tentacles)            | 7:29 |
| 5.  | Bizarre bazaar (Ozric Tentacles)          | 4:04 |
| 6.  | Space between your ears (Ozric Tentacles) | 7:46 |
| 7.  | Live Throbbe (Ed Wynne)                   | 7:16 |

### Britse Album Top 100
| Hitnotering: 31-8-1991 t/m 6-9-1991 | Hitnotering: 31-8-1991 t/m 6-9-1991 | Hitnotering: 31-8-1991 t/m 6-9-1991 |
| Week:                               | 1                                   |                                     |
| ----------------------------------- | ----------------------------------- | ----------------------------------- |
| Positie:                            | 70                                  | uit                                 |